# بهشية مخروطية الثمار
البَهْشِيِّة المخروطية الثمار (باللاتينية: Ilex conocarpa) نوع نباتي يتبع جنس البهشية من الفصيلة البهشية.
موطنها البرازيل.